# カナリア鳴いた頃に
「カナリア鳴いた頃に」（カナリアないたころに）は、WANDSの楽曲である。2021年6月9日に18枚目のシングルとしてD-GOより発売された。

## 概要
WANDSの2021年第一弾シングル。そして初のノンタイアップシングルである。表題曲の「カナリア鳴いた頃に」は、2021年5月4日に行われたJAPAN JAM 2021のステージで初披露された。
カップリングでは第3期のWANDSの第5期Ver.が収録されており、通常盤のカップリングには「Brand New Love」の新録が、初回限定盤には「錆びついたマシンガンで今を撃ち抜こう」の新録がそれぞれ収録されており、初回限定盤には「カナリア鳴いた頃に」のミュージックビデオのメイキング映像を観ることができる"SPECIAL MOVIE視聴用シリアルナンバー"が封入された。　　　

## 楽曲内容
表題曲「カナリア鳴いた頃に」は2021年の頭より制作が開始された。制作にあたりメロディに重点を置いたとし、ギター1本の弾き語りでも完結できる曲をコンセプトにしたという。基となったのはギターの柴崎浩が過去に作ったデモの一つであり、このデモをボーカルの上原大史に渡し歌詞が書かれていった。元々のデモはWANDS用にアレンジしたものではなかったという。歌詞に関しては男性目線のものと女性目線のものの2パターンを作成したが、最終的に女性目線の方を採用した。鳥の名前を使い、何かの鳥が鳴くというフレーズを歌詞に入れたいと考えた上原はいい鳥を調べ、見た目も綺麗で普段はあまり鳴かないが春から夏頃にかけてよく鳴くというカナリアを採用した。いいメロディの曲だった為いい歌詞を書かなければいけないという不安もあった中歌詞が完成した。これまでの楽曲と違いテンポがゆったりした曲であったと上原はデモを聴いて感じ、この曲に合わせ歌い方も変えたという。柴崎は上原の出来上がった歌詞や歌の世界観を得てデモからサウンドのテイストは大きく崩さなかったという。柴崎がレコーディングで使用したギターはミュージック・ビデオでも弾いているThree Dots Guitarsのセミアコースティックギターである。
カップリングに収録されたリメイク楽曲の選曲は、スタッフと共に昔からのファンの聴きたそうな曲も考慮して行われた。初回限定盤に収録された「錆びついたマシンガンで今を撃ち抜こう」は、1997年に発売された第3期の第1弾シングルの曲。原曲と違い楽器を前面に出したハードロック調のアレンジが行われた。通常盤に収録された「Brand New Love」は1998年に発売された第3期WANDSの第2弾となるシングルの曲。2020年に行われた配信ライブ「WANDS Streaming Live 〜BURN THE SECRET〜」でも披露した流れから制作が決まった。「Brand New Love」のサウンドはオリジナルに忠実にアレンジしたというがボーカルは攻撃的に攻めたといい、表題曲の「カナリア鳴いた頃に」の歌唱とは対比したものに仕上がったという。

## ビデオ

### ミュージック・ビデオ
2021年5月17日よりオフィシャルYouTubeチャンネルで表題曲「カナリア鳴いた頃に」のミュージック・ビデオが公開された。尚、2021年4月より活動を休止しているキーボードの木村真也は本作のミュージック・ビデオの撮影には参加していない。

### リリック・ビデオ
2021年7月にクリエイターのkairiが手掛けた「カナリア鳴いた頃に」のリリックビデオが公開された。

## 評価
| 専門評論家によるレビュー | 専門評論家によるレビュー |
| レビュー・スコア         | レビュー・スコア         |
| 出典                     | 評価                     |
| ------------------------ | ------------------------ |
| Billboard JAPAN          | 肯定                     |
| BARKS                    | 肯定                     |

「カナリア鳴いた頃に」についてBillboard JAPANは「ある意味意表を突いたミディアムバラードだ。メロディー、歌詞、ボーカル、サウンド、そのすべてが繊細に共鳴しあい形成された美しくやさしい1曲。」と評している。BARKSは、「WANDSの新境地を示す1曲だ。絵画的な風景表現、叙情的なメロディが織り成す繊細な仕上がり。消えることない想いを歌詞に紡いだ上原のボーカルとサウンドが重なり合い、一編の物語を編んでいくようでもある。」と評している。

## 収録曲
| #         | タイトル                                                  | 作詞      | 作曲      | 編曲      | 備考           | 時間 |
| --------- | --------------------------------------------------------- | --------- | --------- | --------- | -------------- | ---- |
| 1.        | 「カナリア鳴いた頃に」                                    | 上原大史  | 柴崎浩    | 柴崎浩    |                | 3:50 |
| 2.        | 「錆びついたマシンガンで今を撃ち抜こう [WANDS第5期ver.]」 | 小松未歩  | 小松未歩  | 柴崎浩    | 12thシングル。 | 4:13 |
| 合計時間: | 合計時間:                                                 | 合計時間: | 合計時間: | 合計時間: | 合計時間:      | 8:03 |

| #         | タイトル                            | 作詞      | 作曲      | 編曲      | 備考           | 時間 |
| --------- | ----------------------------------- | --------- | --------- | --------- | -------------- | ---- |
| 1.        | 「カナリア鳴いた頃に」              | 上原大史  | 柴崎浩    | 柴崎浩    |                | 3:50 |
| 2.        | 「Brand New Love [WANDS第5期ver.]」 | 坂井泉水  | 綿貫正顕  | 柴崎浩    | 13thシングル。 | 4:55 |
| 合計時間: | 合計時間:                           | 合計時間: | 合計時間: | 合計時間: | 合計時間:      | 8:45 |

## 収録アルバム
- Version 5.0(#1)